# Monetarizem
Monetarizem je ekonomska šola v monetarni ekonomiji, ki poudarja vlogo politikov pri nadziranju količine denarja v obtoku. Priljubljena je postala v 70. letih 20. stoletja, vendar je bila v naslednjem desetletju večinoma opuščena kot praktično vodilo monetarne politike, saj se je izkazalo, da strategija  v praksi ne deluje dobro.:483-484 Namesto tega je postala dominantna strategija monetarne politike ciljanje inflacije s premikanjem uradne obrestne mere.
Monetaristična teorija trdi, da imajo variacije v ponudbi denarja velik vpliv na nacionalni proizvod na kratki rok in na raven cen na daljši rok. Monetaristi trdijo, da cilje monetarne politike najlažje dosežemo s ciljanjem stopnje rasti ponudbe denarja in ne z vodenjem diskrecijske monetarne politike. Monetarizem pogosto povezujemo z neoliberalizmom.
Monetarizem se običajno povezuje z delom Miltona Friedmana, ki je bil vpliven nasprotnik Keynesianske ekonomije in je kritiziral Keynesovo teorijo boja z gospodarskimi recesijami s fiskalno politiko (državno potrošnjo). Friedman in Anna Schwartz sta napisala vplivno knjigo Monetarna zgodovina Združenih držav in trdila, »da je inflacija vedno in povsod monetarni pojav«.